# Aades
 (mars 2023).
Ne doit pas être confondu avec Aedes.
Genre
Aades est un genre de coléoptères de la famille des Curculionidae, communément appelés « charançons ». Ces insectes se trouvent dans diverses parties du monde, notamment en Amérique du Nord et du Sud, en Asie et en Europe. Ils sont généralement de petite taille, la plupart des espèces mesurant entre 2 et 7 mm de longueur.
Les Aades sont connus pour leur rostre allongé, qu'ils utilisent pour percer les plantes et se nourrir des tissus intérieur, causant ainsi des dommages importants aux cultures, ce qui en fait un ravageur majeur en milieu agricole. Certaines espèces d’Aades sont également connues pour se nourrir de fleurs et de fruits, causant d'autres dommages aux plantes. Le genre Aades contient quatre espèces décrites, dont certains sont des ravageurs agricoles.
Les Aades ont un cycle de vie assez simple, la plupart des espèces subissant une métamorphose complète. Les œufs sont pondus sur ou à proximité des plantes, les larves éclosent et commencent à se nourrir des tissus végétaux. Au fur et à mesure qu'elles grandissent, les larves finissent par se nymphoser et émergent en tant qu'adultes. Les Aades adultes peuvent vivre plusieurs mois. Ils s'accouplent et pondent généralement plusieurs fois au cours de leur vie.

## Statut du ravageur
Les Aades sont des ravageurs majeurs en milieu agricole, où ils peuvent causer des dommages importants aux cultures ce qui a pour conséquence une baisse des rendements et des pertes économiques pour les agriculteurs. Certains sont également connus pour se nourrir de fleurs et de fruits[réf. souhaitée].

## Contrôle
Le contrôle des Aades est difficile, car leur taux de reproduction est élevé et ils peuvent rapidement s'établir dans une zone. Les insecticides peuvent être efficaces pour contrôler Aades, mais ils peuvent également être nocifs pour d'autres insectes bénéfiques et nuisent à l'environnement. Des méthodes de contrôle alternatives, telles que l'élimination physique des plantes infestées ou l'utilisation de pièges, peuvent également être efficaces pour gérer leurs populations.

## Importance écologique
En plus de leur importance économique en tant que ravageurs, les Aades sont également des indicateurs importants de la santé des écosystèmes. De nombreuses espèces d’Aades sont des mangeurs spécialisés, ce qui signifie qu'elles dépendent d'un type spécifique de plante pour se nourrir. En conséquence, les changements dans l'abondance ou la distribution de ces plantes peuvent avoir des effets en cascade sur les populations d’Aades. En tant que tels, ils sont souvent utilisés comme bioindicateurs pour surveiller la santé des écosystèmes et les impacts des activités humaines sur l'environnement.

## Liste d'espèces
Il existe actuellement quatre espèces dans ce genre :
- Aades bicristatus (Schoenherr, 1823)[1],[2]
- Aades bifoveifrons (Lea, 1916)[3]; une sous-espèce d' Aades bifoveifrons est Aades foveipennis bifoveifrons ou Aades foveipennis var. bifovéifrons[4],[5]
- Aades cultratus (Schoenherr, 1823)[6],[7]
- Aades franklini (Heller, KM, 1925); qui est également connu sous un genre différent, Aterpus, comme Aterpus franklini[8],[9]

## Systématique
Le nom valide complet (avec auteur) de ce taxon est Aades Schoenherr, 1823.